# Rani-ki-Vav
Rani-ki-Vav dit le puits à degrés de la Reine est un puits à degrés (bâoli) situé dans la ville de Patan dans le Gujarat en Inde.
Il a été inscrit sur la liste du patrimoine mondial de l'Unesco en juin 2014.

## Histoire
Rani-ki-Vav a été construit durant le règne de la dynastie Solankî.
Il aurait été construit en mémoire de Bhimdev I (1022 – 1063), fils de Mularaja fondateur de la Dynastie Solanki, par sa veuve, la reine Udayamati.
Une référence à Udayamati comme constructeur du monument se trouve dans Prabandha Chintamani, composé par le moine jaïn Merunga Suri vers 1304.
Le Bâoli a subi des inondations de la rivière Saraswati et a été envasé jusque dans les années 1980.
Il a été fouillé par le Archaeological Survey of India.

## Architecture
Le puits à degrés mesure approximativement 64 m de long, 20 de large.
Orienté est-ouest, le puits à degrés part du niveau du sol et descend jusqu’à un premier pavillon par un couloir à degrés. Quatre pavillons, dont le nombre d’étages va croissant, mènent vers la citerne et le puits circulaire, à l'extrême ouest.
Il comporte sept niveaux d'escaliers comprenant plus de 1500 sculptures sur des registres religieux, mythologiques et laïcs, souvent en lien avec des œuvres littéraires,. Le dieu Vishnou est le plus représenté, ainsi que ses avatars, Krishna, Rama, etc.
Le niveau le plus profond comporte un réservoir rectangulaire de 9,5 m par 9,4 m et une profondeur de 23 m. À l'extrémité ouest, le puits circulaire a un diamètre de 10 m et 30 m de profondeur. Au fond du puits, une porte s'ouvre sur un tunnel de 30 kilomètres qui débouche dans la ville de Sidhpur près de Patan. Probable tunnel d’évacuation pour le roi en cas de défaite lors d’une guerre, il est désormais obstrué de pierres et de boue.

## Notes et références

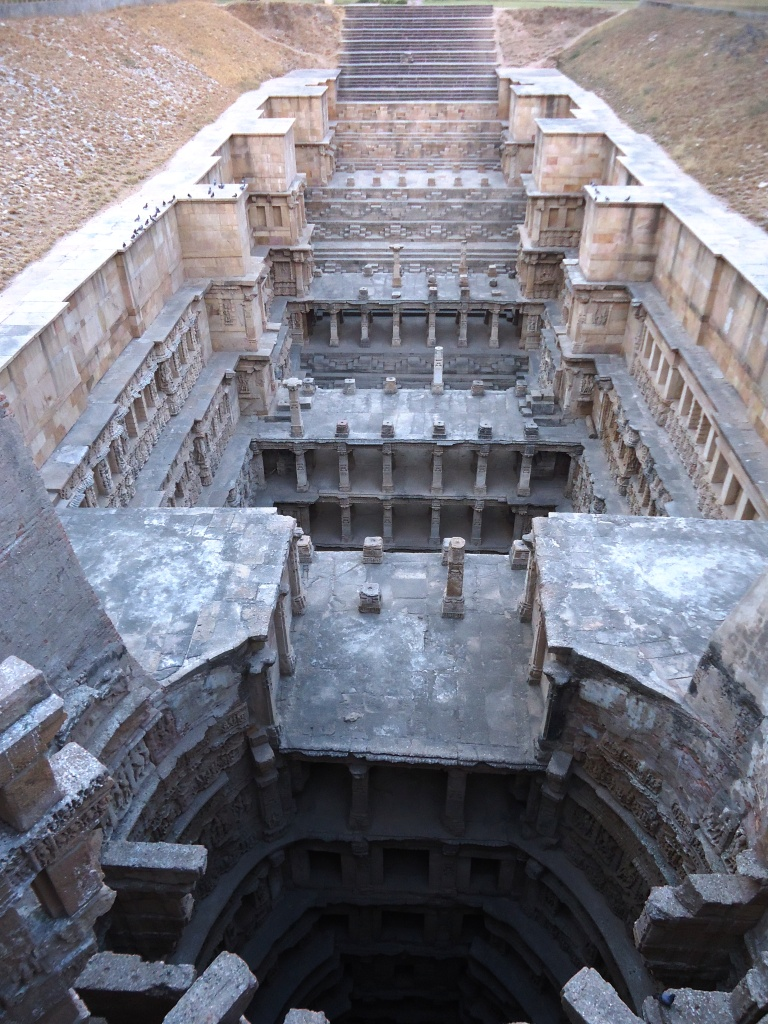
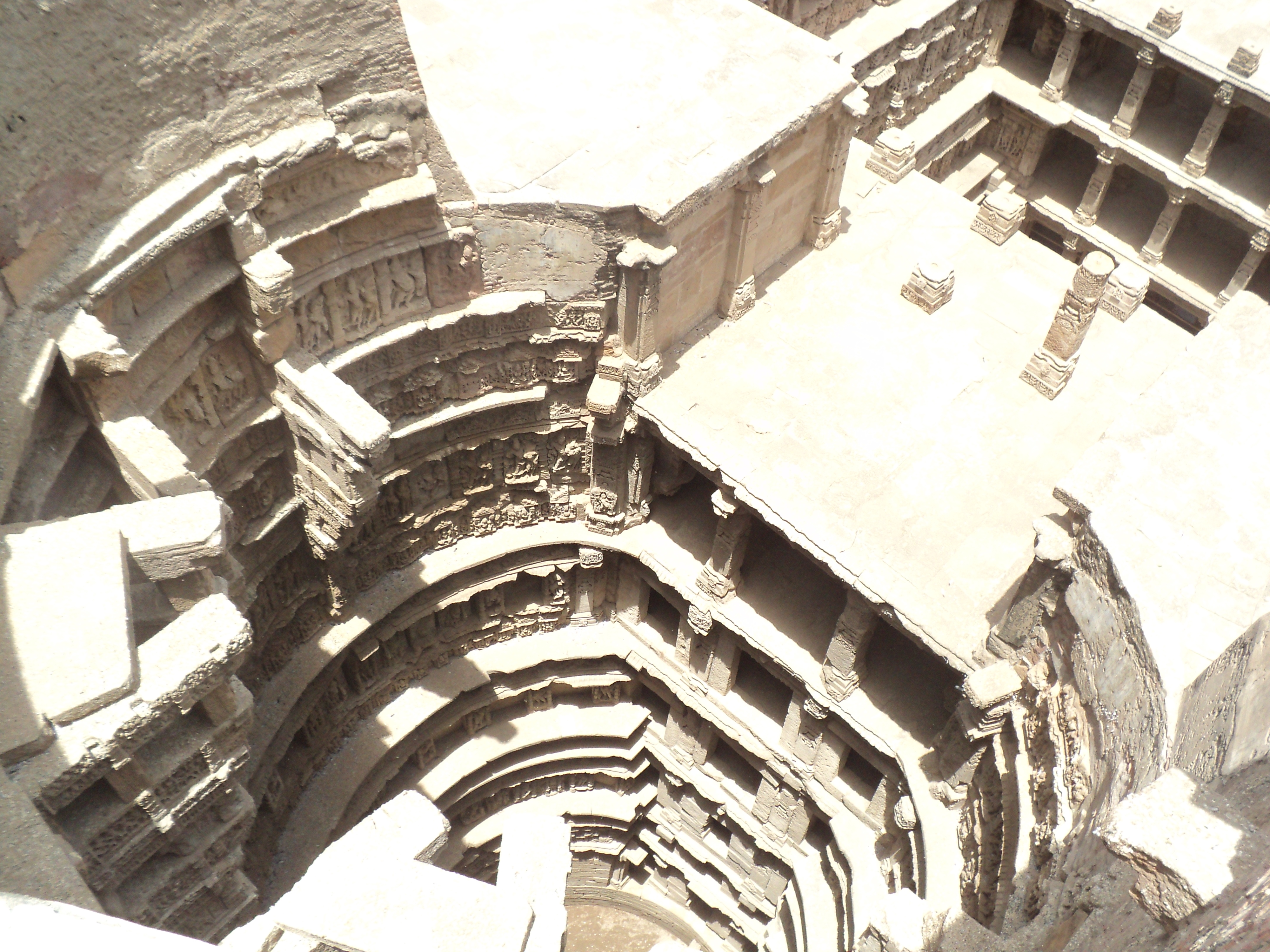
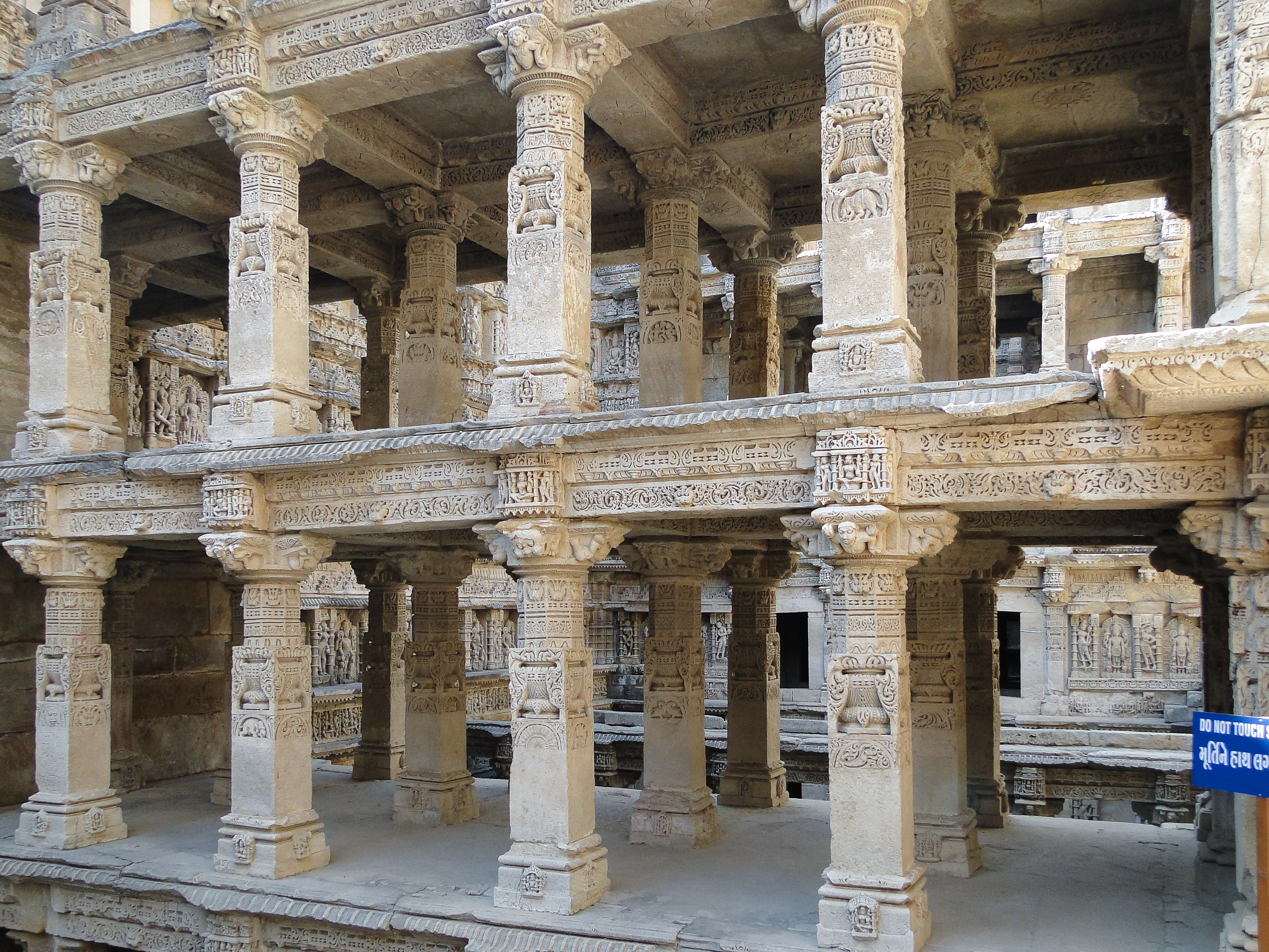
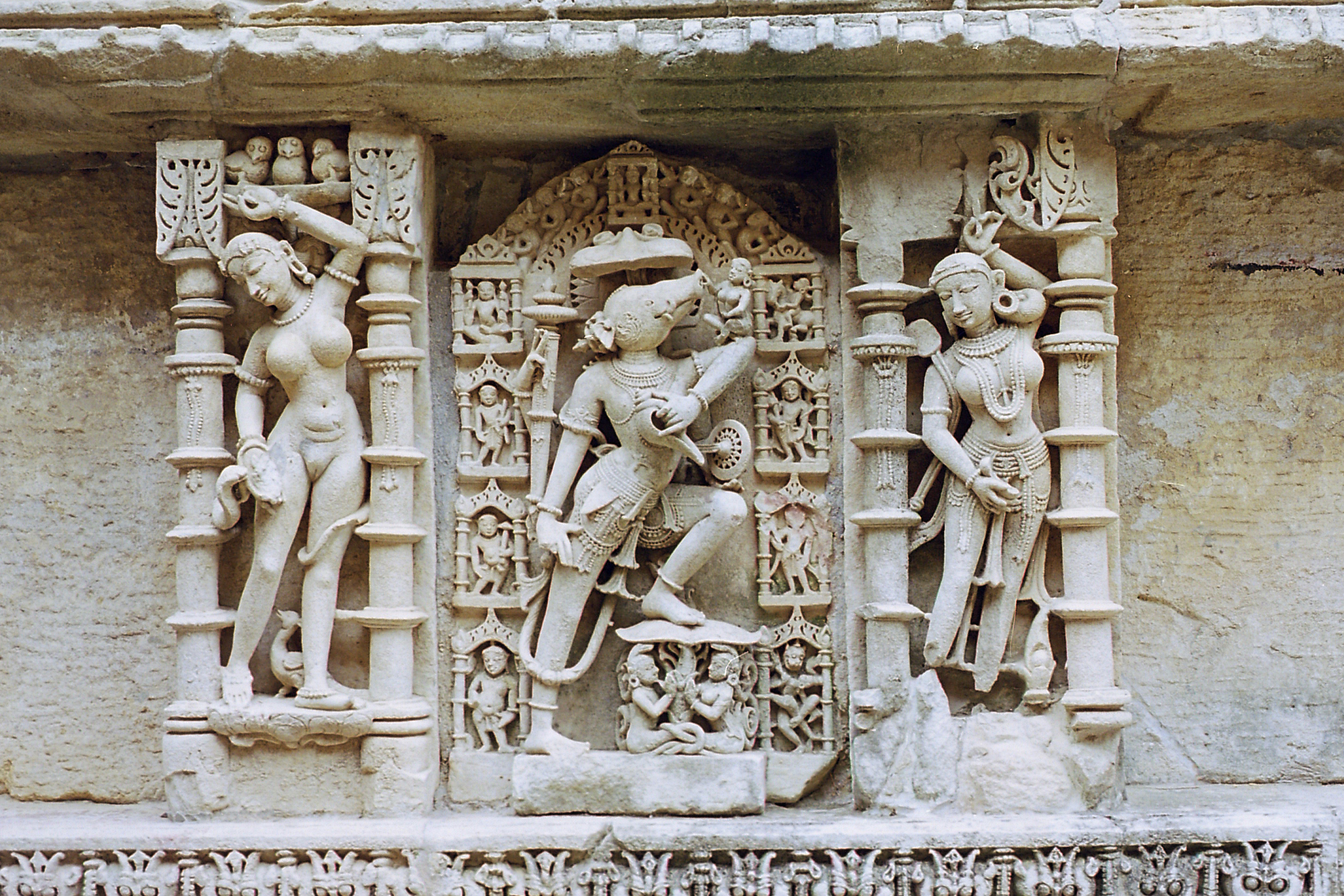
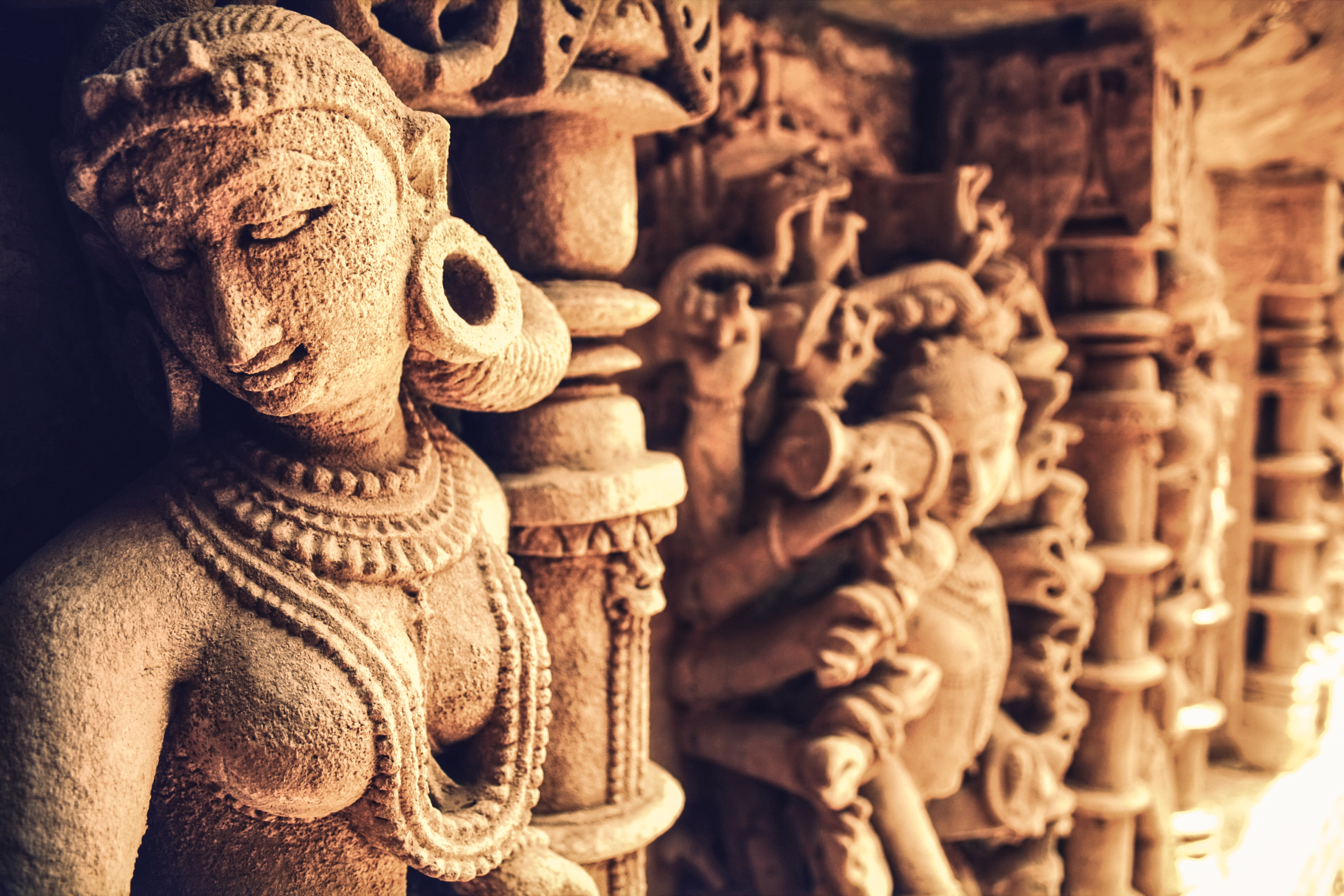
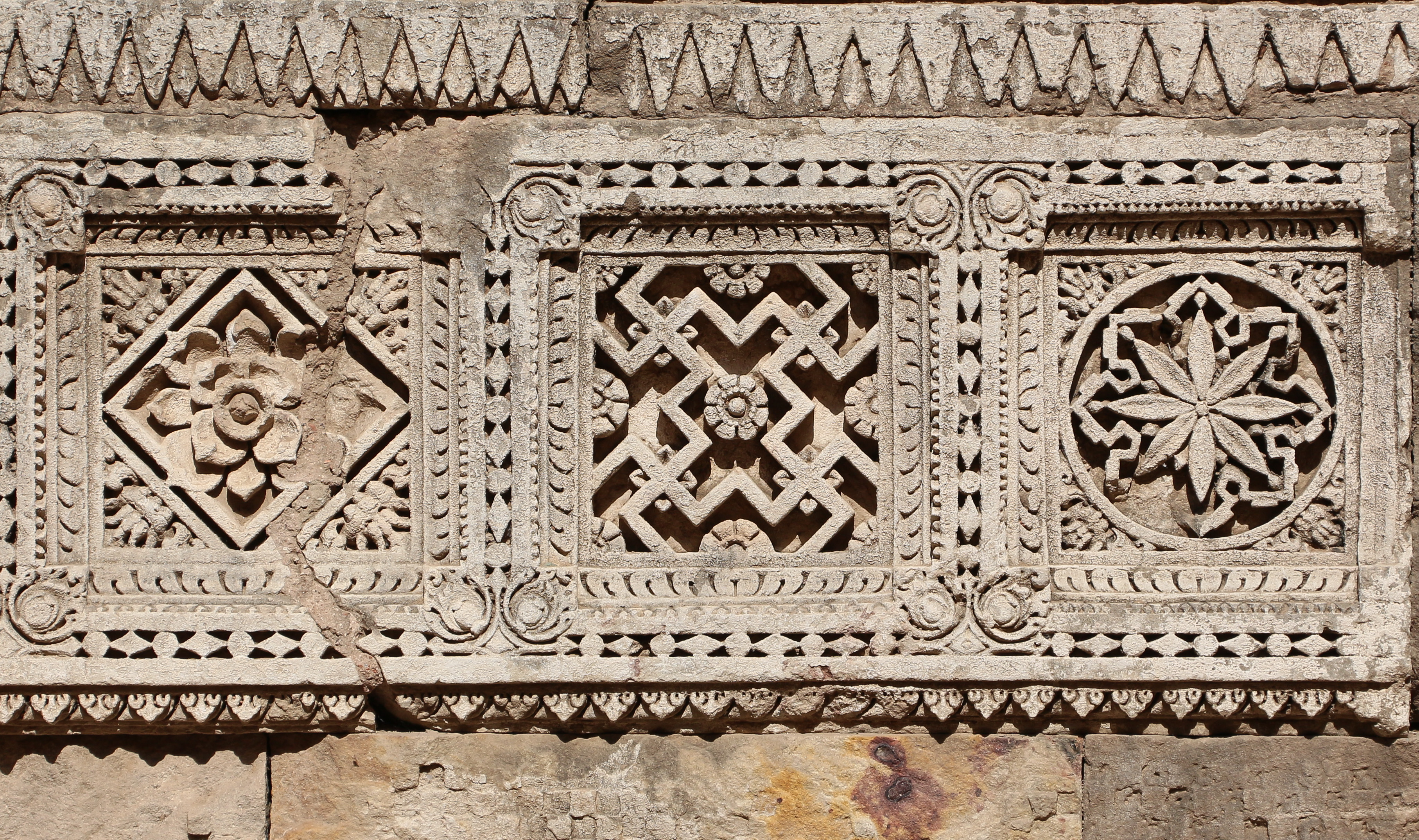
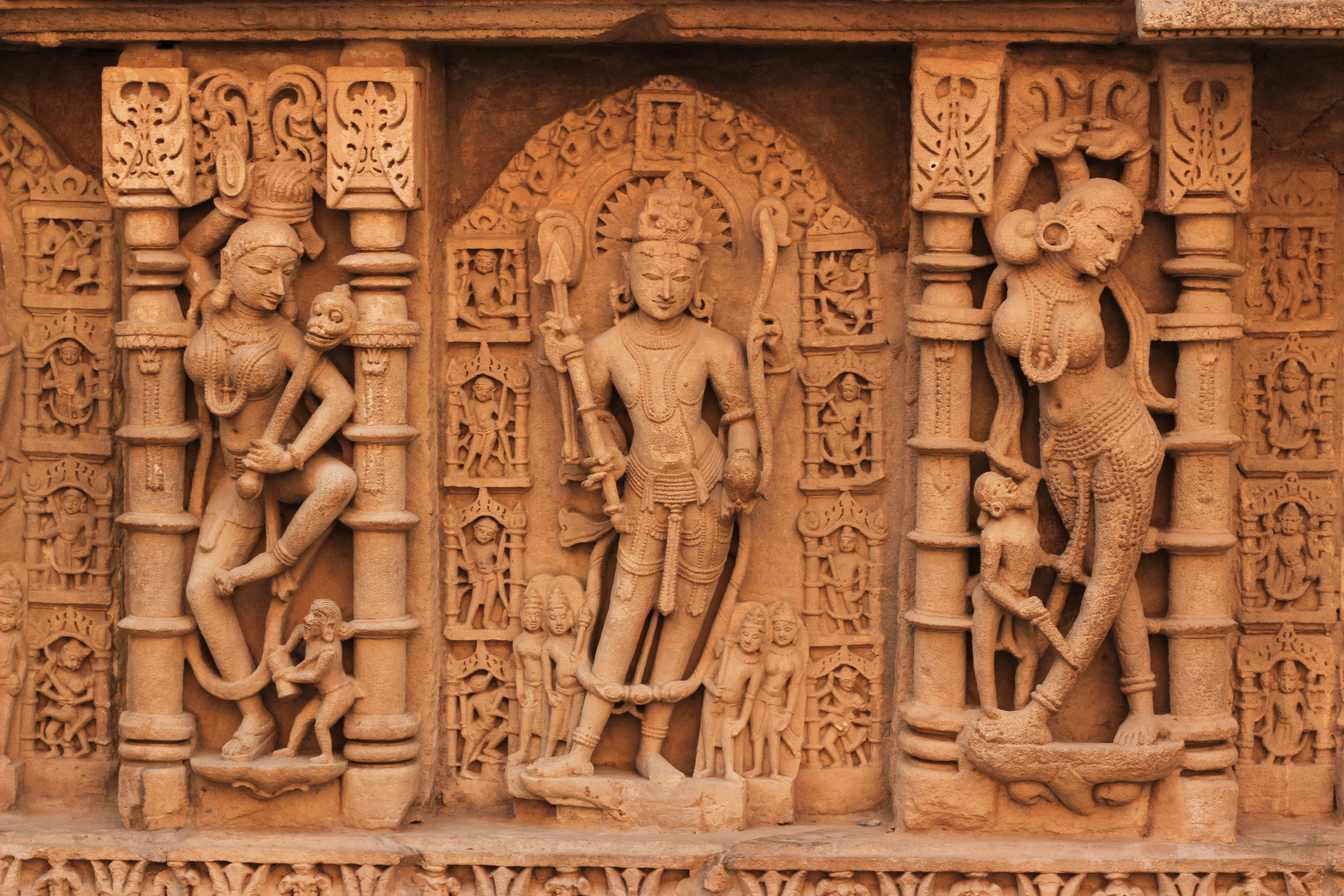